# Benjamin Anderson
Benjamin McAlester Anderson, Jr. (Columbia, 1º maggio 1886 – Los Angeles, 19 gennaio 1949) è stato un economista statunitense, esponente della scuola austriaca, "allievo" di Carl Menger.

## Infanzia ed educazione
Benjamin Anderson nacque a Columbia (città del Missouri). Suo padre, Benjamin McLean Anderson, era un famoso uomo d'affari e politico statunitense. All'età di 16 anni si iscrisse alla University of Missouri dove ottenne il suo A. B. nel 1906. Dopo aver ottenuto la laurea decise di accettare la cattedra come docente di economia politica e sociologia al Missouri Valley College, dove rimase per un anno, ovvero fino alla sua assunzione come docente, sempre di economia politica e sociologia, alla Missouri State University.
Anderson tornò successivamente nel ruolo di studente, dove riuscì ad ottenere il suo A.M. (corrispondente al nostro master universitario) alla University of Illinois at Urbana-Champaign. Ottenne il master nel 1910, e, l'anno successivo, ottenne il suo Ph.D. alla Columbia University. Una parte della sua tesi venne pubblicata successivamente in Social Value: A Study in Economic Theory, Critical and Constructive.

## Carriera professionale
Dopo aver ottenuto il dottorato, Anderson ha insegnato prima alla Columbia University e successivamente alla Harvard University. In questo periodo scrisse Value of Money, una critica alla teoria quantitativa della moneta. Nel 1918 lasciò Harvard per trasferirsi a New York e lavorare nella National Bank of Commerce.
Dopo soli due anni lasciò la NBC e venne assunto dalla Chase National Bank come economista ed editorialista de Chase Economic Bulletin. In questo periodo scrisse diversi articoli in ambito economico, articoli che spaziavano dalla politica economica, alla guerra, dal debito pubblico alla tassazione e soprattutto da una critica al New Deal e da un sostegno al gold standard.
Nel 1939 Anderson tornò nuovamente nel mondo accademico, accettando la cattedra di economia alla University of California. Svolse il ruolo di docente fino alla morte, avvenuta nel 1949 per infarto.

## Influenze
Henry Hazlitt ha spesso sottolineato l'importanza del lavoro di Anderson per la Scuola austriaca, arrivando a paragonarlo con i grandi austriaci, come ad esempio Ludwig von Mises.
Anche al di fuori del "circolo austriaco" Anderson è stato molto apprezzato, specialmente da ambienti progressisti, i quali appresero in parte le teorie andersoniane, ossia di libero mercato e di uno Stato leggero in economia.

## La passione per gli scacchi
Anderson era un esperto giocatore di scacchi e nel 1935 scrisse la prefazione del libro di José Raúl Capablanca, A Primer of Chess.

## Opere
- Social Value: A Study in Economic Theory Critical and Constructive, 1911
- The Value of Money, 1917
- Effects of the War on Money, Credit and Banking in France and the U.S., 1919
- Economics and the Public Welfare: A Financial and Economic History of the United States, 1914-1946, 1949